# 王檝
王檝（1184年—1243年？），字巨川，蒙古帝国将领。凤翔府虢县（今陕西省宝鸡市）人。
其父王霆为金朝武节将军。王檝初举进士不第，入终南山读书，道号紫岩翁，涉猎孙子兵法、吴起兵法。完颜永济时授副统军，守涿鹿关隘。铁木真南下时，1213年，他鏖战三日，兵败被俘。铁木真将他释放，王檝于是归降蒙古帝国，跟随蒙古军破紫荆关，取涿州、易州、保州、中山府。后来受命掌诸色工匠事。升任宣抚使、兼行尚书六部事。后从三合拔都、猛安率兵南征，攻蓟州、云州、顺州，围攻金中都，攻克河间府。又从征西夏、关中，长驱入京兆府，进克故乡凤翔。1229年，创燕京庙学。1232年，从攻汴京。1233年，奉命出使宋朝。前后五次，因和议未决，隐忧致疾，在南宋去世。

## 延伸阅读
[在维基数据编辑]
 《元史·卷153》，出自宋濂《元史》
 《新元史/卷144》，出自柯劭忞《新元史》